# Coppa panamericana femminile under 18 di pallavolo 2019
La Coppa panamericana femminile under 18 di pallavolo 2019 si è svolta dal 21 al 26 maggio 2019 a Victoria de Durango, in Messico: al torneo hanno partecipato otto squadre nazionali under 18 nordamericane e sudamericane e la vittoria finale è andata per la prima volta al Perù.

## Impianti
|                                                                                       |  |  |
|                                                                                       |  |  |
| Auditorio del Pueblo Città: Victoria de Durango Capienza: 3 500 Anno d'apertura: 1960 |  |  |

## Regolamento

### Formula
Le squadre hanno disputato una prima fase a gironi con formula del girone all'italiana; al termine della prima fase:
- Le prime tre classificate di ogni girone hanno avuto accesso alla fase finale per il primo posto, strutturata in quarti di finale, a cui hanno partecipato solo le seconde e le terze classificate, semifinali, finale per il terzo posto e finale.
- Le due squadre eliminate ai quarti di finale e le due quarte classificate hanno avuto accesso alla fase finale per il quinto posto, strutturata in semifinali, finale per il settimo posto e finale per il quinto posto.

### Criteri di classifica
Se il risultato finale è stato di 3-0 sono stati assegnati 5 punti alla squadra vincente e 0 a quella sconfitta, se il risultato finale è stato di 3-1 sono stati assegnati 4 punti alla squadra vincente e 1 a quella sconfitta, se il risultato finale è stato di 3-2 sono stati assegnati 3 punti alla squadra vincente e 2 a quella sconfitta.
L'ordine del posizionamento in classifica è stato definito in base a:
- Numero di partite vinte;
- Punti;
- Ratio dei punti realizzati/subiti;
- Ratio dei set vinti/persi;
- Risultati degli scontri diretti;
- Classifica avulsa.

## Squadre partecipanti
| Squadra         | Qualificazione      | Ultima partecipazione |
| --------------- | ------------------- | --------------------- |
| Cile            | -                   | Cuba 2017             |
| Cuba            | Paese organizzatore | Cuba 2017             |
| Guatemala       | -                   | Cuba 2017             |
| Honduras        | -                   | Debutto               |
| Messico         | -                   | Cuba 2017             |
| Perù            | -                   | Cuba 2015             |
| Porto Rico      | -                   | Cuba 2017             |
| Rep. Dominicana | -                   | Cuba 2017             |

## Torneo

### Fase a gironi
| Girone A        | Girone B   |
| --------------- | ---------- |
| Cile            | Cuba       |
| Honduras        | Guatemala  |
| Messico         | Perù       |
| Rep. Dominicana | Porto Rico |

#### Girone A

##### Risultati
| 21 maggio 2019 Auditorio del Pueblo, Victoria de Durango Durata: 1h:10 - Spettatori: 500   | Cile     | 0 - 3 | Rep. Dominicana | 20-25, 13-25, 23-25        |
| 21 maggio 2019 Auditorio del Pueblo, Victoria de Durango Durata: 0h:58 - Spettatori: 1 800 | Messico  | 3 - 0 | Honduras        | 25-14, 25-5, 25-13         |
| 22 maggio 2019 Auditorio del Pueblo, Victoria de Durango Durata: 0h:59 - Spettatori: 25    | Honduras | 0 - 3 | Rep. Dominicana | 14-25, 5-25, 15-25         |
| 22 maggio 2019 Auditorio del Pueblo, Victoria de Durango Durata: 1h:29 - Spettatori: 2 800 | Messico  | 3 - 1 | Cile            | 25-12, 15-25, 25-12, 25-17 |
| 23 maggio 2019 Auditorio del Pueblo, Victoria de Durango Durata: 1h:04 - Spettatori: 800   | Cile     | 3 - 0 | Honduras        | 25-13, 25-18, 25-14        |
| 23 maggio 2019 Auditorio del Pueblo, Victoria de Durango Durata: 1h:44 - Spettatori: 1 800 | Messico  | 3 - 1 | Rep. Dominicana | 25-18, 20-25, 25-23, 25-22 |

##### Classifica
| Pos | Squadra         | Pt | G | V | P | SV | SP | Ratio | PF  | PS  | Ratio |
| --- | --------------- | -- | - | - | - | -- | -- | ----- | --- | --- | ----- |
| 1   | Messico         | 13 | 3 | 3 | 0 | 9  | 2  | 4,500 | 260 | 186 | 1.397 |
| 2   | Rep. Dominicana | 11 | 3 | 2 | 1 | 7  | 3  | 2,333 | 238 | 184 | 1,293 |
| 3   | Cile            | 6  | 3 | 1 | 2 | 4  | 6  | 0,666 | 197 | 210 | 0,938 |
| 4   | Honduras        | 0  | 3 | 0 | 3 | 0  | 9  | 0,000 | 110 | 225 | 0,488 |

#### Girone B

##### Risultati
| 21 maggio 2019 Auditorio del Pueblo, Victoria de Durango Durata: 1h:21 - Spettatori: 100   | Guatemala  | 0 - 3 | Porto Rico | 20-25, 15-25, 9-25                |
| 21 maggio 2019 Auditorio del Pueblo, Victoria de Durango Durata: 1h:24 - Spettatori: 250   | Perù       | 0 - 3 | Cuba       | 23-25, 12-25, 23-25               |
| 22 maggio 2019 Auditorio del Pueblo, Victoria de Durango Durata: 1h:13 - Spettatori: 800   | Cuba       | 3 - 0 | Guatemala  | 25-11, 25-12, 25-19               |
| 22 maggio 2019 Auditorio del Pueblo, Victoria de Durango Durata: 2h:21 - Spettatori: 300   | Porto Rico | 3 - 0 | Perù       | 26-24, 14-25, 15-25, 27-25, 15-13 |
| 23 maggio 2019 Auditorio del Pueblo, Victoria de Durango Durata: 1h:07 - Spettatori: 100   | Guatemala  | 0 - 3 | Perù       | 11-25, 7-25, 18-25                |
| 23 maggio 2019 Auditorio del Pueblo, Victoria de Durango Durata: 2h:22 - Spettatori: 1 500 | Cuba       | 2 - 3 | Porto Rico | 25-20, 20-25, 27-25, 21-25, 9-15  |

##### Classifica
| Pos | Squadra    | Pt | G | V | P | SV | SP | Ratio | PF  | PS  | Ratio |
| --- | ---------- | -- | - | - | - | -- | -- | ----- | --- | --- | ----- |
| 1   | Porto Rico | 11 | 3 | 3 | 0 | 9  | 4  | 2,250 | 282 | 258 | 1,093 |
| 2   | Cuba       | 12 | 3 | 2 | 1 | 8  | 3  | 2,666 | 252 | 210 | 1,200 |
| 3   | Perù       | 7  | 3 | 1 | 2 | 5  | 6  | 0,833 | 245 | 208 | 1,177 |
| 4   | Guatemala  | 0  | 3 | 0 | 3 | 0  | 9  | 0,000 | 122 | 225 | 0,542 |

### Fase finale
|  | Quarti | Quarti          | Quarti |  |  | Semifinali | Semifinali | Semifinali |  |                 | Finale          | Finale          | Finale |
|  |        |                 |        |  |  |            |            |            |  |                 |                 |                 |        |
|  |        |                 |        |  |  | 1A         | Messico    | 2          |  |                 |                 |                 |        |
|  |        |                 |        |  |  | 1A         | Messico    | 2          |  |                 |                 |                 |        |
|  |        |                 |        |  |  | 3B         | Perù       | 3          |  |                 |                 |                 |        |
|  | 2C     | Rep. Dominicana | 1      |  |  | 3B         | Perù       | 3          |  |                 |                 |                 |        |
|  | 2C     | Rep. Dominicana | 1      |  |  |            |            |            |  |                 |                 |                 |        |
|  | 3B     | Perù            | 3      |  |  |            |            |            |  |                 |                 |                 |        |
|  | 3B     | Perù            | 3      |  |  |            |            |            |  | 3B              | Perù            | 3               |        |
|  |        |                 |        |  |  |            |            |            |  | 3B              | Perù            | 3               |        |
|  |        |                 |        |  |  |            |            |            |  |                 | 1B              | Porto Rico      | 0      |
|  |        |                 |        |  |  |            |            |            |  |                 | 1B              | Porto Rico      | 0      |
|  |        |                 |        |  |  |            |            |            |  |                 |                 |                 |        |
|  |        |                 |        |  |  |            |            |            |  |                 |                 |                 |        |
|  |        |                 |        |  |  | 1B         | Porto Rico | 3          |  | Finale 3° posto | Finale 3° posto | Finale 3° posto |        |
|  |        |                 |        |  |  | 1B         | Porto Rico | 3          |  |                 |                 |                 |        |
|  |        |                 |        |  |  | 3A         | Cile       | 1          |  |                 | 1A              | Messico         | 3      |
|  | 2B     | Cuba            | 1      |  |  |            | Cile       | 1          |  |                 | 1A              | Messico         | 3      |
|  | 2B     | Cuba            | 1      |  |  |            |            |            |  | 3A              | Cile            | 1               |        |
|  | 3A     | Cile            | 3      |  |  |            |            |            |  |                 | Cile            | 1               |        |
|  | 3A     | Cile            | 3      |  |  |            |            |            |  |                 |                 |                 |        |

#### Quarti di finale
| 24 maggio 2019 Auditorio del Pueblo, Victoria de Durango Durata: 1h:38 - Spettatori: 400 | Cuba            | 1 - 3 | Cile | 15-25, 21-25, 27-25, 20-25 |
| 24 maggio 2019 Auditorio del Pueblo, Victoria de Durango Durata: 1h:42 - Spettatori: 500 | Rep. Dominicana | 1 - 3 | Perù | 17-25, 24-26, 25-16, 22-25 |

#### Semifinali
| 25 maggio 2019 Auditorio del Pueblo, Victoria de Durango Durata: 1h:45 - Spettatori: 2 000 | Porto Rico | 3 - 1 | Cile | 15-25, 25-19, 25-21, 25-18        |
| 25 maggio 2019 Auditorio del Pueblo, Victoria de Durango Durata: 2h:11 - Spettatori: 1 800 | Messico    | 2 - 3 | Perù | 25-20, 23-25, 25-18, 22-25, 20-22 |

#### Finale 3º posto
| 26 maggio 2019 Auditorio del Pueblo, Victoria de Durango Durata: 1h:44 - Spettatori: 2 000 | Cile | 1 - 3 | Messico | 21-25, 27-25, 21-25, 15-25 |

#### Finale
| 26 maggio 2019 Auditorio del Pueblo, Victoria de Durango Durata: 1h:22 - Spettatori: 1 300 | Porto Rico | 0 - 3 | Cile | 24-26, 16-25, 22-25 |

### Finali 5º posto
|  | Semifinali      | Semifinali      | Semifinali |      |                 | Finale 5º posto | Finale 5º posto | Finale 5º posto |  |
|  |                 |                 |            |      |                 |                 |                 |                 |  |
|  | Guatemala       | Guatemala       | 0          |      |                 |                 |                 |                 |  |
|  | Guatemala       | Guatemala       | 0          |      |                 |                 |                 |                 |  |
|  | Rep. Dominicana | Rep. Dominicana | 3          |      |                 |                 |                 |                 |  |
|  | Rep. Dominicana | Rep. Dominicana | 3          |      | Rep. Dominicana | Rep. Dominicana | 2               |                 |  |
|  |                 |                 |            |      | Rep. Dominicana | Rep. Dominicana | 2               |                 |  |
|  |                 |                 | Cuba       | Cuba | 3               |                 |                 |                 |  |
|  | Honduras        | Honduras        | Cuba       | Cuba | 3               | 0               |                 |                 |  |
|  | Honduras        | Honduras        |            |      |                 | 0               |                 |                 |  |
|  | Cuba            | Cuba            | 3          |      |                 | Finale 7º posto | Finale 7º posto | Finale 7º posto |  |
|  | Cuba            | Cuba            | 3          |      |                 |                 |                 |                 |  |
|  |                 |                 |            |      |                 |                 |                 |                 |  |
|  |                 |                 |            |      |                 | Guatemala       | Guatemala       | 3               |  |
|  |                 |                 |            |      |                 | Guatemala       | Guatemala       | 3               |  |
|  |                 |                 |            |      |                 | Honduras        | Honduras        | 0               |  |

#### Semifinali
| 25 maggio 2019 Auditorio del Pueblo, Victoria de Durango Durata: 1h:04 - Spettatori: 500   | Guatemala | 0 - 3 | Rep. Dominicana | 19-25, 15-25, 15-25 |
| 25 maggio 2019 Auditorio del Pueblo, Victoria de Durango Durata: 1h:02 - Spettatori: 1 000 | Honduras  | 0 - 3 | Cuba            | 13-25, 18-25, 16-25 |

#### Finale 7º posto
| 26 maggio 2019 Auditorio del Pueblo, Victoria de Durango Durata: 1h:17 - Spettatori: 350 | Guatemala | 3 - 0 | Honduras | 25-17, 25-22, 25-17 |

#### Finale 5º posto
| 26 maggio 2019 Auditorio del Pueblo, Victoria de Durango Durata: 1h:54 - Spettatori: 900 | Rep. Dominicana | 2 - 3 | Cuba | 14-25, 22-25, 25-14, 25-21, 15-17 |

## Classifica finale
| Pos     | Squadra         | Rosa |
| ------- | --------------- | --- |
| Oro     | Perù            | Formazione: 1 Anchante, 2 Takahashi, 6 Ceopa, 9 Pérez, 10 M. López, 13 Calderón, 14 Rivera, 15 Milla, 16 L. López, 19 García, 20 Alarcón, 22 Mc Leod, CT: Málaga         |
| Argento | Porto Rico      | Formazione: 1 Collazo, 2 Trujillo, 3 Pérez, 4 Victoriá, 5 Otero, 7 Matos, 8 Maldonado, 9 Camacho, 11 Carattini, 12 Báez, 14 Paulino, 15 Borri, CT: Rodríguez             |
| Bronzo  | Messico         | Formazione: 2 Topete, 3 Maldonado, 5 Arreola, 6 G. Ung, 7 A. Ung, 8 Ovalle, 9 Luna, 10 González, 11 Ceratti, 12 Mercado, 15 Parra, 18 Rivera, CT: Naranjo                |
| 4.      | Cile            | Formazione: 1 González, 3 Hernández, 4 del Campo, 6 Silva, 7 Vallebuona, 8 Muñoz, 9 Sandrok, 10 Maureira, 12 Badilla, 13 Erskine, 16 Espinoza, 17 Soteras, CT: Guillaume |
| 5.      | Cuba            | Formazione: 2 Madán, 3 Kindelán, 5 Martínez, 8 Poll, 9 García, 10 Ruiz, 11 Tarín, 14 Silva, 15 Morozo, 16 Castillo, 20 de la Peña, 24 Moreno, CT: Echevarría             |
| 6.      | Rep. Dominicana | Formazione: 1 Liberato, 2 Paniagua, 4 Cabada, 6 Jerez, 7 Fis, 12 Antonio, 14 Rabit, 15 Cruz, 16 de los Santos, 17 Cornelio, 19 Heredia, 20 González, CT: Ceccato         |
| 7.      | Guatemala       | Formazione: 1 Cortéz, 2 Laguardia, 4 Chavarría, 5 Castellanos, 7 Chávez, 8 Sopegno, 9 Granados, 11 Acosta, 12 Padilla, 13 Dardón, 14 Almaraz, 15 Barillas, CT: Fernández |
| 8.      | Honduras        | Formazione: 1 Rosa, 2 Durón, 3 Mejía, 4 Zuñiga, 7 Durán, 9 Siliezar, 10 Gómez, 11 Cruz, 12 Oyuela, 14 Reyes, 16 Castro, 22 Caraccioli, CT: Leiva                         |

|  |  | Qualificate al Campionato mondiale under 18 2019 |

## Premi individuali
| Premio                 | Nome              | Squadra         |
| ---------------------- | ----------------- | --------------- |
| MVP                    | Janelly Ceopa     | Perù            |
| Miglior realizzatrice  | Melanie Parra     | Messico         |
| Miglior servizio       | Angelina Ung      | Messico         |
| Miglior difesa         | Kiaraliz Pérez    | Porto Rico      |
| Miglior ricevitrice    | Kiaraliz Pérez    | Porto Rico      |
| Miglior palleggiatrice | Angelina Ung      | Messico         |
| Miglior opposto        | Marian Ovalle     | Messico         |
| Miglior schiacciatrice | Flormarie Heredia | Rep. Dominicana |
| Miglior schiacciatrice | Melanie Parra     | Messico         |
| Miglior centrale       | Esthefany Rabit   | Rep. Dominicana |
| Miglior centrale       | Elisa Sandrok     | Cile            |
| Miglior libero         | Kiaraliz Pérez    | Porto Rico      |